# Sávoly
Sávoly község Somogy vármegyében, a Marcali járásban.

## Fekvése
A Marótvölgyi-csatorna hídján áthaladó műút egy kettős kanyarral Sávolyra visz bennünket. A csatornában a víz nagyon lassan halad, mert mostanában új feladatot kapott: nem érheti el a Zala folyót, hanem a Kis-Balaton II. tározójának a bölcsője lesz. A mély, lápos, mocsaras terület, amely a Marcali-háttól nyugatra eső somogyi táj legmélyebb pontja, valaha a Jankó-tó otthona volt, ma azonban sás lepi el, itt-ott egy-egy liget néhány fával.
A faluval párhuzamosan haladó, forgalmas 7-es főútról járművel két helyen kanyarodhatunk be a településre, a 6811-es úton és egy alsóbbrendű bekötőúton. (Déli határszélét megközelíti még a 6812-es út is, de az nem lép be a településre.) A községnek saját vasútállomása volt 2021-ig a Budapest–Murakeresztúr-vasútvonalon. Mivel a falu széle is kb. 2 kilométerre található az állomástól, fokozatosan csökkent a személyforgalom, ezért a megálló megszüntetésre került. Sávoly vasútállomás a 7-es és 6811-es utak keresztezésétől önkormányzati úton érhető el). Kitűnő a település földrajzi elhelyezkedése. A közeli Balaton sok turistát vonz, sőt a külföldiek előszeretettel vásárolnak itt ingatlanokat is: eddig 40 családi ház került német és osztrák tulajdonba.

## Története
Sávoly történelmi históriájáról az oklevelek szerint 1397-ben készült az első dokumentum, akkor Sauol alakban szerepelt. 1405-ben Fejéregyházi György leánya, Katics asszony itteni zálogos birtokait thapsoni Anthymus János (fl. 1368–1423), a majdani alnádornak, a volt szlavóniai albánnak adta. Kis- és Nagysávoly adományozásáról szólnak későbbiekben az iratok. 1406-ban Kissávoly egy részét Berzenczei Lóránt fia, György nyerte adományul. Hunyadi János kormányzó 1447-ben a Kismaróti és Kissávolyi családnak adta a helységet. A XV. században sűrűn váltották egymást a tulajdonosok. A Pati Török család, a murakeresztúri apát, a Szentjakabi Chernel Bertalan, Tolnai Bornemissza János alkincstárnok - aki Mátyás királytól kapta adományul - voltak a földbirtokosok. 1480-ban Berzenczei György fia, Sandrin indított pert Nagysávoly miatt Török Kocsárd ellen. A XVI. században is gyakran adták-vették az itteni birtokokat. Így földesúr volt az Orros család, Szerdahelyi Imre, Török János, majd Török Bálint, Komjáthy László özvegye, Nagy Máté, Zerdahelyi István, Lengyel Boldizsár és Bornemisza Pál is.
A török hódoltság alatt ezek a települések is elpusztultak. 1711-ben települt újra, gróf Festetics Pál birtokában. 
Vályi András szerint „SÁVOLY. Magyar falu Somogy Várm. földes Ura Gr. Festetits Uraság, lakosai külömbfélék, fekszik Balaton tavához, ’s Csákányhoz nem 247meszsze, mellynek filiája; határja jó, vagyonnyai külömbfélék, földgye néhol fövenyes.”
Ezt követően a Festetics család a tulajdonos még a XX. század 30-as éveiben is, de ekkor már a Magyar Földintézet tulajdonában is találhatunk földterületet. Ez időben volt a legnépesebb a falu, 1932-ben a 196 lakóházban 1005 lakost számláltak. Akkoriban már működött a hitelszövetkezet, amely 1947-ben beolvadt a Dunántúli Bank és Takarékpénztár Rt-be, tejszövetkezet és kisgazdakör. A római katolikus népiskolát 1750-ban alapították.
A posta, a telefon illetve a körjegyző csak Somogysámsonban volt elérhető, míg 1951-től már helybe került a közigazgatás központja. A Szabadság Mgtsz. 1952-56 között működött, 1959-től pedig az Új Élet Mgtsz. gazdálkodott a földeken, melyhez később csatlakozott Főnyed, Szegerdő, Szőkedencs. 1992-ben azonban csődbe ment a szövetkezet. Azóta a Darim Kft. 1000 ha és egy másik nem helybeli vállalkozó 600 ha földterületen termel takarmánynövényeket és kenyérgabonát. A társaság egy korszerű tisztító-szárító berendezést épített, amely nemcsak a saját szántóföldjein megtermett növényeknek, hanem a környező gazdálkodók számára is lehetőséget ad a terményeik szárítására. A berendezés olajos magvak szárítására is alkalmas. Két helyi mezőgazdasági vállalkozó választotta az állattenyésztési ágazatot. Az egyikben 30 szarvasmarha ad naponta friss tejet, a másikban 100 anyakocát és szaporulatát gondozzák a szőkedencsi telephelyen. Néhányan egyénileg próbálnak munkát vállalni a kereskedelemben és a szolgáltatásban, ám azt inkább jövedelempótló tevékenységnek szánják. Közel negyvenen kénytelenek naponta eljárni távolabbi munkahelyre.
1996 óta gázzal fűtenek Sávolyon, a lakások 80%-a rá is kötött a vezetékes hálózatra. Minden második háznál cseng a telefon. A hat önkormányzati lakás megfelelő komfortfokozatú, jó állapotú. Az általános iskola és az óvoda épületének állaga jó. A falu katolikus templomát 1875-ben szentelték fel, előtte látható az I. és II. világháború hősi halottainak emlékműve. Egészségügyi szolgálat helyben van, az orvos és a védőnő naponta rendel. Az állatorvos Somogysámsonban vagy Balatonszentgyörgyön érhető el. A naponta nyitva tartó művelődési ház és könyvtár a közeljövőben az ifjúsági klub újbóli életre hívását tervezi. A Vöröskereszt helyi szervezete évek óta jól működik, jelenleg 55 fő a taglétszámuk. Ők szervezik az öregek napját, és szeptember második vasárnapján a szüreti felvonulást. A 2000. évet címer- és zászlóavatással köszöntötte az önkormányzat. A falu jelképét a hagyományokra alapozva tervezik, így a Festetics címerből az őrdaru, a 20. század elején használt pecsétnyomóból pedig az ekevas és a búzakalász öröklődik.
Több száz millió forintos beruházással egy részvénytársaság a főút mellett vendéglőt, panziót, kamionterminált, üzemanyagtöltő-állomást épít, s az önkormányzattal közösen szeretné megvalósítani a szennyvízhálózat kiépítését. A nagy program még egy tartópilléren nyugszik: a Hupolagostól egy kilométerre a föld mélye meleg vizet rejt. A bevizsgálás szerint a víz hőfoka 90 °C-os, sótartalma 11000 mg/I, és 5000 m3/nap vízhozam érhető el. A Hupolagos kifejezést még most is használják: a néphagyomány szerint egy kupolás kastély volt itt, arról kapta a nevét. Az értékes területen régészeti leleteket - edényeket, pénzt - is találtak.
Itt, a 7-es főút mellett a falu jövőjét meghatározó tervek valósulhatnak meg. Egy helyi vállalkozás az eddigi 120 hektár földterületéhez még újabb 10 hektár vételét tervezi, ott fürdőt és szállodát építene. A kivitelezéshez azonban újabb anyagi erőforrások, valamint az úthálózat kiépítését célzó kormányprogram megvalósulása is szükséges. A természetet kedvelő turisták az elkészült kerékpárúton Sávolyt is érintve körbebiciklizhetik a Kis-Balatont. Érintett a környék a vadászturizmusban is. A somogysimonyi Szent Hubertusz Vadásztársaság területeinek északi része kinyúlik a vasútállomástól nyugatra elterülő tölgy-, cser- és akácfák alkotta erdőségre. A Kiskomáromi út - amelyen régen Kiskomáromba jártak hónapos vásárba, üzletbe - beviszi a vadászokat a másik erdőrészbe, melyen már Szőkedencsig elbarangolhatnak a vendégek vadászat közben.
2008-ban egy motoros versenypálya, a Balatonring építésébe is kezdtek, amely azonban nem sokkal később abbamaradt a kitört gazdasági válság és az építő spanyol cég korrupciós ügyei miatt. A beruházás a településnek is jelentős munkalehetőségeket és turizmust ígért, annak elmaradása miatt azonban ez teljesen meghiúsult, a félkész pálya környékét pedig azóta gyom és illegális hulladék borítja.

## Közélete

### Polgármesterei
- 1990–1994: Egyed József (független)[5]
- 1994–1998: Egyed József (független)[6]
- 1998–2002: Egyed József (független)[7]
- 2002–2006: Egyed József István (független)[8]
- 2006–2010: Bobek József István (független)[9]
- 2010–2014: Bobek József István (független)[10]
- 2014–2019: Bobek József István (független)[11]
- 2019–2024: Schuller Tibor (független)[12]
- 2024– : Schuller Tibor (független)[1]

## Népesség
A település népességének változása:
| Lakosok száma | 541  | 541  | 521  | 450  | 425  | 432  | 437  |
|               | 2013 | 2014 | 2015 | 2021 | 2022 | 2023 | 2024 |

A 2011-es népszámlálás során a lakosok 95,8%-a magyarnak, 10,9% cigánynak, 0,2% horvátnak, 5,1% németnek mondta magát (1,6% nem nyilatkozott; a kettős identitások miatt a végösszeg nagyobb lehet 100%-nál). A vallási megoszlás a következő volt: római katolikus 72,3%, református 1,8%, evangélikus 1,4%, görögkatolikus 0,2%, felekezet nélküli 13,7% (10,7% nem nyilatkozott).
2022-ben a lakosság 85,2%-a vallotta magát magyarnak, 8% cigánynak, 6,8% németnek, 0,5% horvátnak, 0,9% egyéb, nem hazai nemzetiségűnek (10,8% nem nyilatkozott; a kettős identitások miatt a végösszeg nagyobb lehet 100%-nál). Vallásuk szerint 44,9% volt római katolikus, 1,9% református, 1,6% evangélikus, 0,5% görög katolikus, 0,2% egyéb keresztény, 0,9% egyéb katolikus, 13,2% felekezeten kívüli (36,7% nem válaszolt).

## Itt éltek
- Ihász-Kovács Éva Quasimodo-díjas költő, író, a Magyar Kultúra Lovagja (1930- 2013)